# Contre-enquête (film, 1947)
Pour les articles homonymes, voir Contre-enquête.
Pour plus de détails, voir Fiche technique et Distribution.
Contre-enquête est un film français réalisé par Jean Faurez, sorti en 1947.

## Synopsis
Un homme, accusé à tort du meurtre de sa femme, est condamné à mort. Il parvient à s'évader de prison juste avant son exécution. Lors de sa fuite, il supplie Monsieur Charles, un gangster à la retraite, de mener sa propre enquête afin de découvrir le véritable coupable. Cette mission est menée avec l'aide de sa femme Ginette, d'un avocat peu scrupuleux de la déontologie et de deux de ses anciens associés.

## Fiche technique
- Titre : Contre-enquête
- Réalisation : Jean Faurez
- Scénario : Jacques Companéez, Christiane Imbert
- Photographie : Charlie Bauer, Jules Kruger et Pierre Montazel
- Montage :  Geneviève Bretoneiche
- Musique :  Vincent Scotto, Michel Emer, Jean Wiener
- Son : Lucien Legrand
- Producteur : Claude Heymann
- Société de production : Élysées Ciné Productions
- Lieu de tournage : L'Ile Saint-Denis
- Format :  Noir et blanc - 1,37:1 - 35 mm - Son mono
- Pays de production :  France
- Langue : français
- Genre : Film dramatique
- Durée : 97 minutes
- Date de sortie : France - 21 mars 1947

## Distribution
- Lucien Coëdel : Monsieur Charles, un truand rangé qui se lance dans une contre-enquête pour sauver un innocent condamné à mort
- Louis Salou : Ludovic Bresson dit "Paragraphe", un avocat qui appartint à la bande de Charles et qui collabore avec lui dans sa contre-enquête
- Jany Holt : Ginette, la régulière de Monsieur Charles, avec laquelle il vit
- Marcel André : le juge d'instruction Nicolas Fournier
- Lise Topart : Michèle Marchal
- Gisèle Préville : Odette Marchal
- Pierre-Louis : "Ouverture-Eclair", un ancien de la bande de Monsieur Charles, qui participe à sa contre-enquête
- Abel Jacquin : Alain Marchal, un innocent condamné à mort, qui s'évade avant son exécution
- Paul Frankeur : "Teddy Coffre-Fort", un ancien de la bande de Monsieur Charles, qui participe à sa contre-enquête
- Maurice Teynac : Serge de Souquières
- Marguerite Pierry : tante Brigitte
- Renée Dennsy : la bonne
- François Joux : le médecin
- Alex Allin : le valet de chambre